# Sølen
Sølen, även kallat Søln, Rendalssølen eller Rendalssøln, är ett bergsmassiv i Rendalens kommun i sydöstra Norge. 
Det mest speciella med bergsmassivet är en stor v-formad dal tvärs igenom massivet. Dalen kan ses tydligt på flera mils avstånd och från flyg. Dalens högsta punkt ligger på 1 250 meter över havet. Norr om dalen ligger den 1 755 meter höga Store Sølen, söder därom ligger det 1 688 meter höga Sørvestre Sølen. Massivet består även av det 1 699 meter höga Nordre Sølen.
Dalen ger berget formen av en sadel, som också är bakgrunden till namnet. Sølen kommer från det fornnordiska sǫðull, som betyder sadel. 

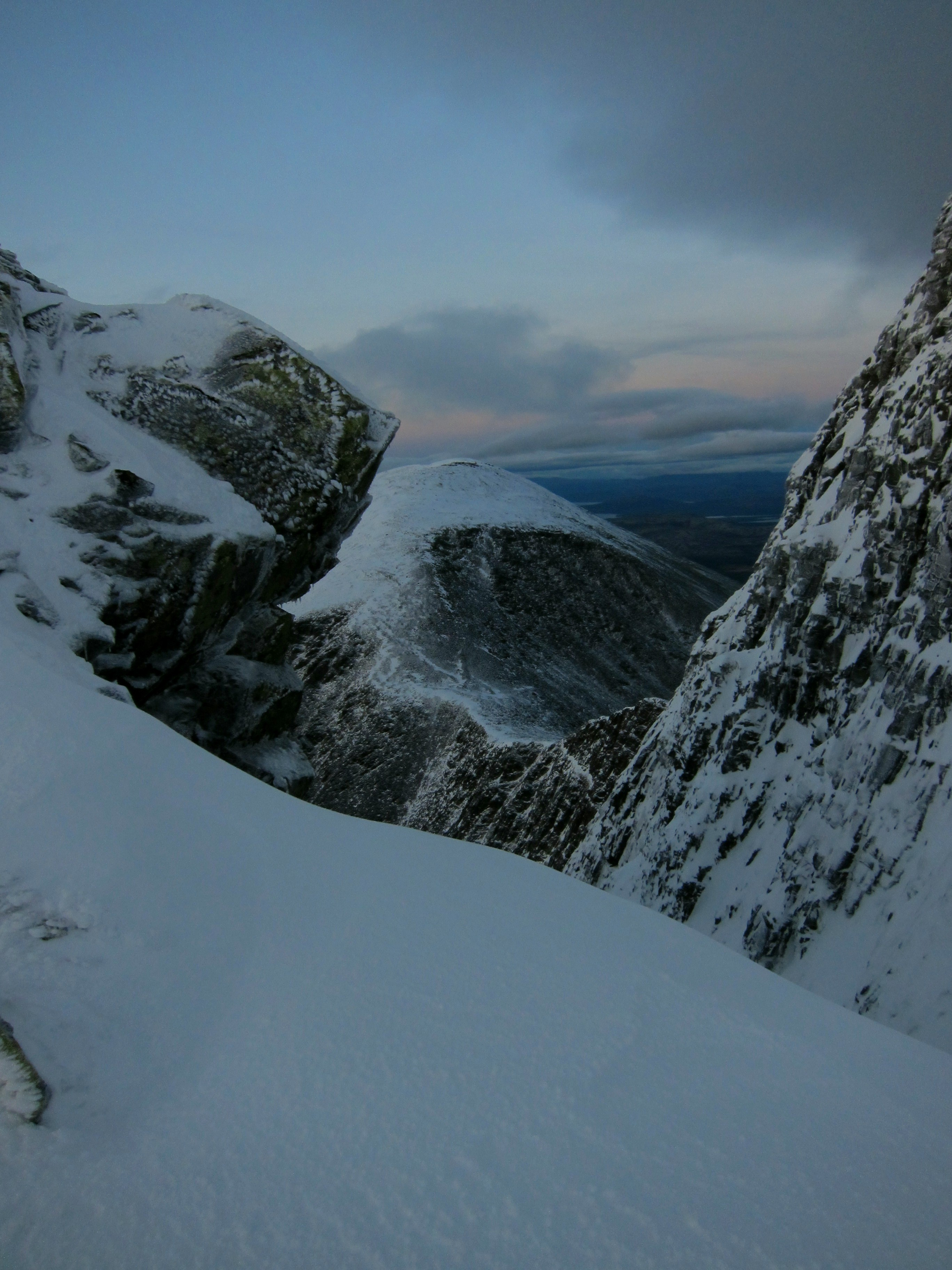
Sølen strax nedanför Store Sølen.
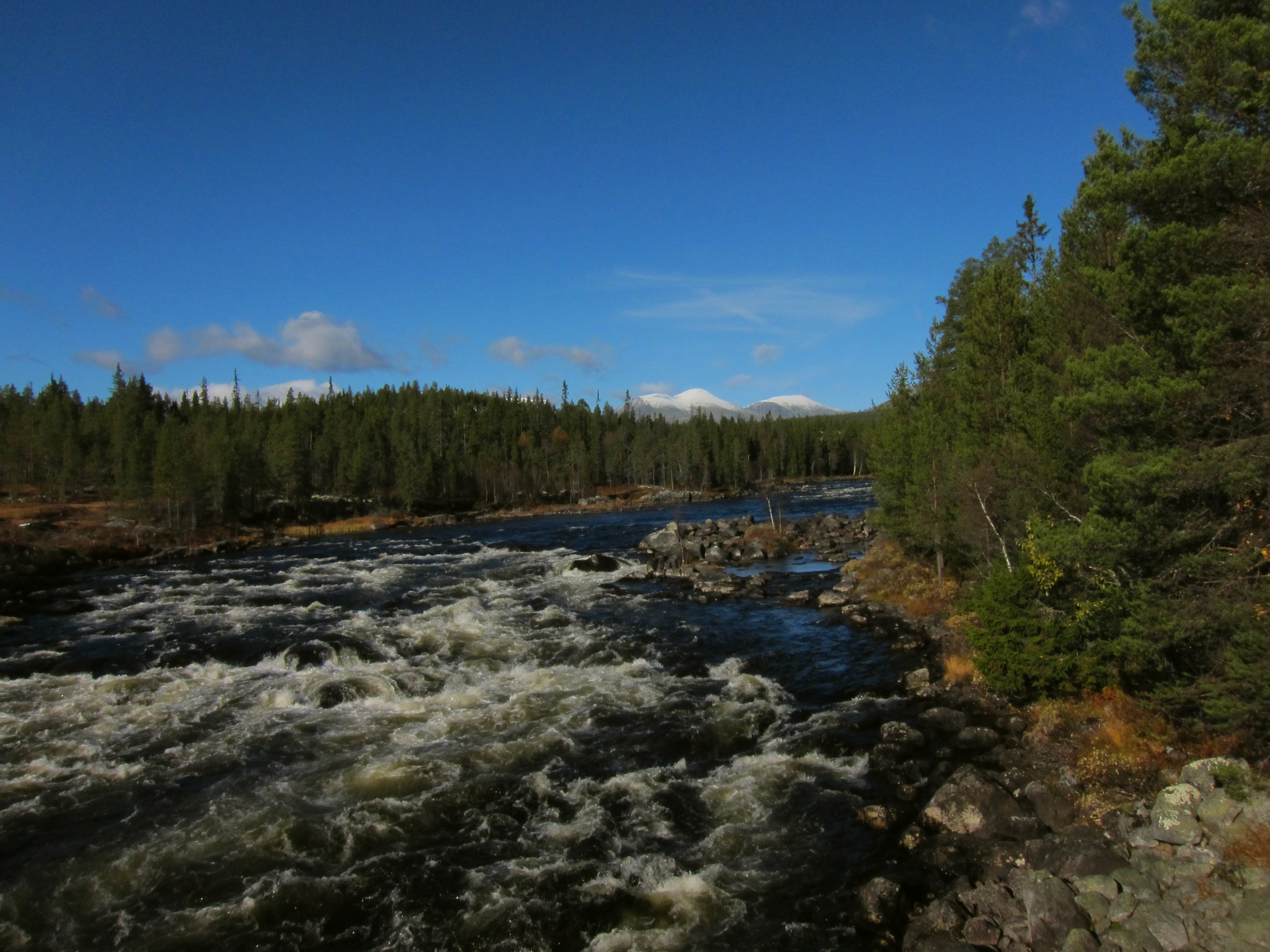
Sølen syns bakom Trysilelva.